# Nils Nordén

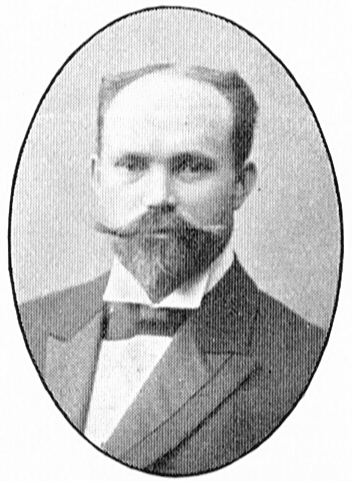
Nils Nordén

Nils Nordén, född 18 juli 1861 i Löderup, Skåne, död 16 juni 1922 i Umeå, var en svensk byggmästare, arkitekt och samlare av nykterhetslitteratur.

## Liv och verk
Nordén genomgick Tekniska skolans i Stockholm byggnadsavdelning och, som extra elev, Kungliga Tekniska högskolans fackavdelning för arkitektur, var 1892–1905 praktiserande arkitekt i Gävle och godkändes som byggmästare där 1896. Han var lärare vid tekniska skolan i Gävle 1892–1905 och vid Borgarskolan 1893–1905. Han flyttade sistnämnda år till Stockholm och Lidingö, och godkändes av byggnadsnämnden i Stockholm 1905, innan han åter flyttade norrut till Umeå.
Han hade till specialitet kommunala byggnader, särskilt fattigvårdsanstalter och skolhus. Under utländska resor studerade han flera länders fattigvårdsanstalter och införde i de många svenska fattiggårdar, vilka från mitten av 1890-talet byggdes efter hans ritningar, en mera tidsenlig och praktisk typ och han kan därigenom betraktas som banbrytare. I dessa byggnader, bland vilka det 1909–10 uppförda kommunalhemmet i Gällivare och det 1910–11 uppförda ålderdomshemmet i Grangärde var de på sin tid modernast inredda i Sverige, genomfördes sidokorridorsystemet (med korridorer utvidgade till dagrum); vidare infördes i dem bad-, tvätt- och desinfektionsrum, skilda avdelningar för manliga och kvinnliga samt för orkeslösa och arbetsföra intagna o.s.v.
Då Svenska fattigvårdsförbundet började sin verksamhet, var Nordén. dess sakkunniga biträde. Bland andra offentliga byggnader, till vilka han utförde ritningar, märks Skutskärs kyrka, Kopparbergs läns sinnesslöanstalt Haggården vid Hedemora, turisthotellen i Rättvik och Orsa m.fl. Även de ornamentala ritningarna till Vasastenen och Stiernhööksmonumentet i Rättvik utfördes av honom.
Han hopbragte den största enskilda samling i Sverige av nykterhetslitteratur (omkring 15 000 nummer) och utarbetade en vidlyftig förteckning över i Sverige 1877–1905 utgiven nykterhetslitteratur (1913). De flesta i samband med svenska, och internationella nykterhetskongresser anordnade nykterhetsutställningarna ordnades av honom. Han var medlem i Tempel Riddare Orden och blev vid bildandet av ordens tempel i Umeå, RT Umeborg, dess första mästare 1918. Nils Nordén ligger begravd på Västra kyrkogården i Umeå.

## Verk i urval
- Valbo kommunalhem (Alborgen), 1912
- Vasastenen och Stiernhööksmonumentet, Rättvik, 1896
- Turisthotell i Rättvik, 1896
- Turisthotell i Orsa.
- Bostadshus, kv Tallen 3, Brynäs (Gävle) 1896.
- Gefle valskvarn 1896 (riven).
- Dalapalatset (GD, änke- och pupillkassans hus), Gävle 1897-1899.
- Gefle Orgel- och pianofabrik AB, kv Nicolai 9, Norrtull 23.11, Hantverkargatan 33 i Gävle 1898.
- Projekt, biblioteks- och badhusbyggnad Hamntgt, Gävle 1899, ej utfört.
- Kv Armfeldt 2, Norr 27:2, Nygatan 40 i Gävle 1900.
- Tre villor i Villastaden i Gävle.
- Ombyggnad av Centralhotellet i Gävle.
- Johanssonska huset, Falun 1899
- Mora tingshus, 1900–1902
- Villa åt disponent Erik Johan Ljungberg, Falun 1902.
- Fattiggårdar Ovansjö 1900, Tierp 1905, Hamrånge 1902, Grytnäs 1908, Gällivare 1910, Grangärde 1911, Västanfors 1911 och Haggårdens anstalt, Hedemora 1915.
- Skutskärs kyrka, Älvkarleby sn 1905–1906. Bearbetad av Gustaf Hermansson
- Vilhelmina tingshus 1919-1920

## Bilder

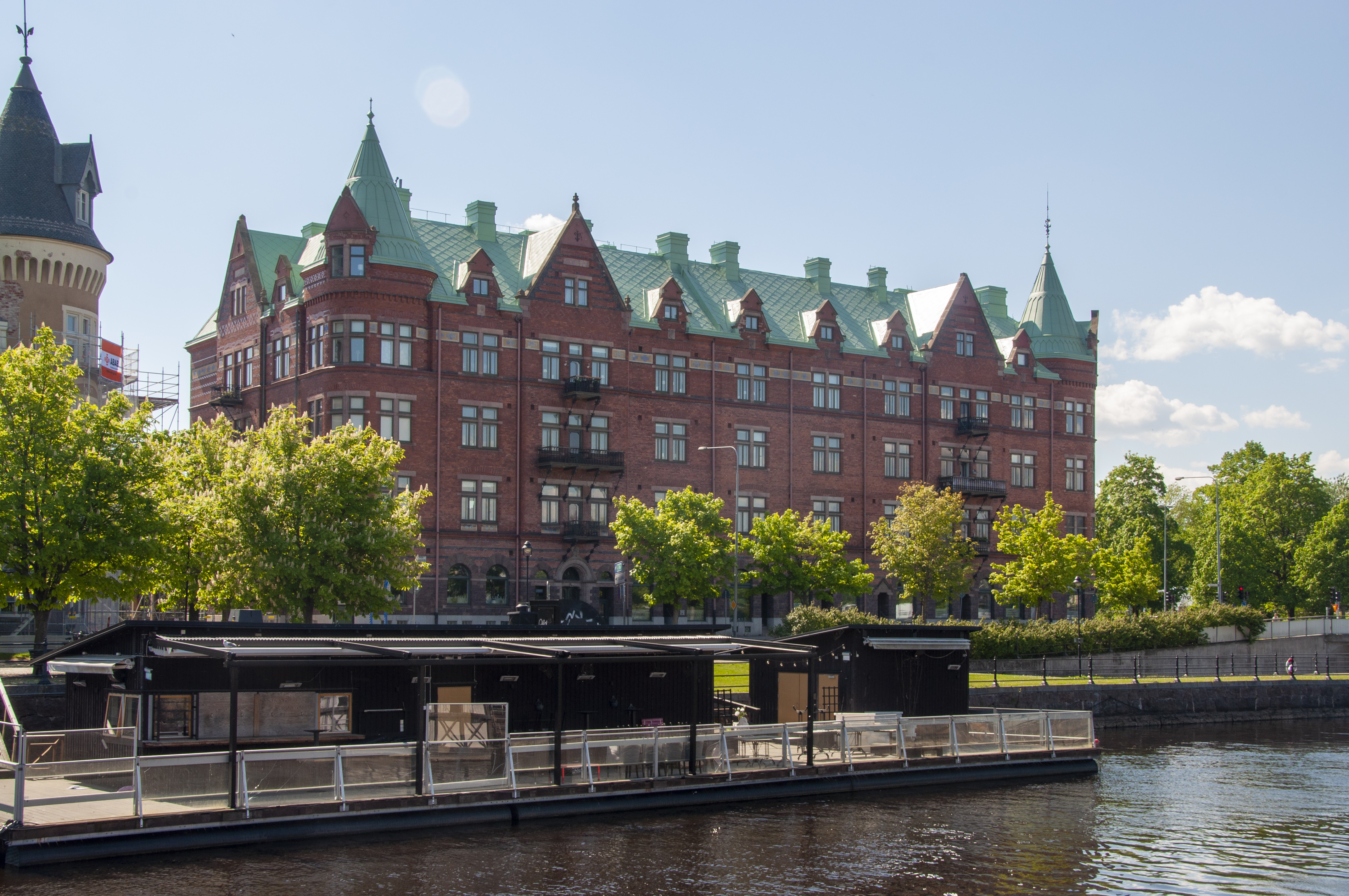
Dalapalatset, Gävle
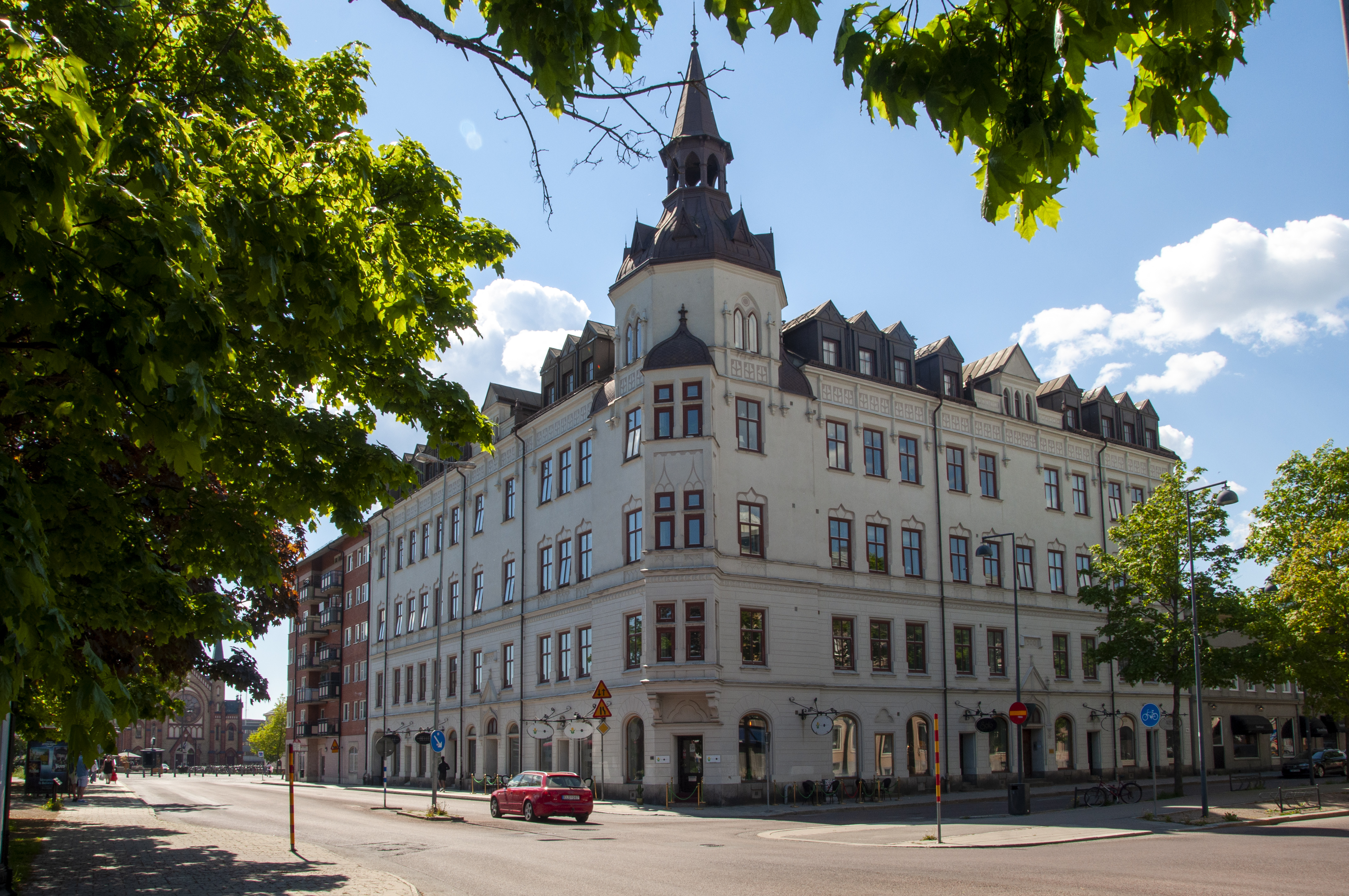
Westergrenska huset, Gävle
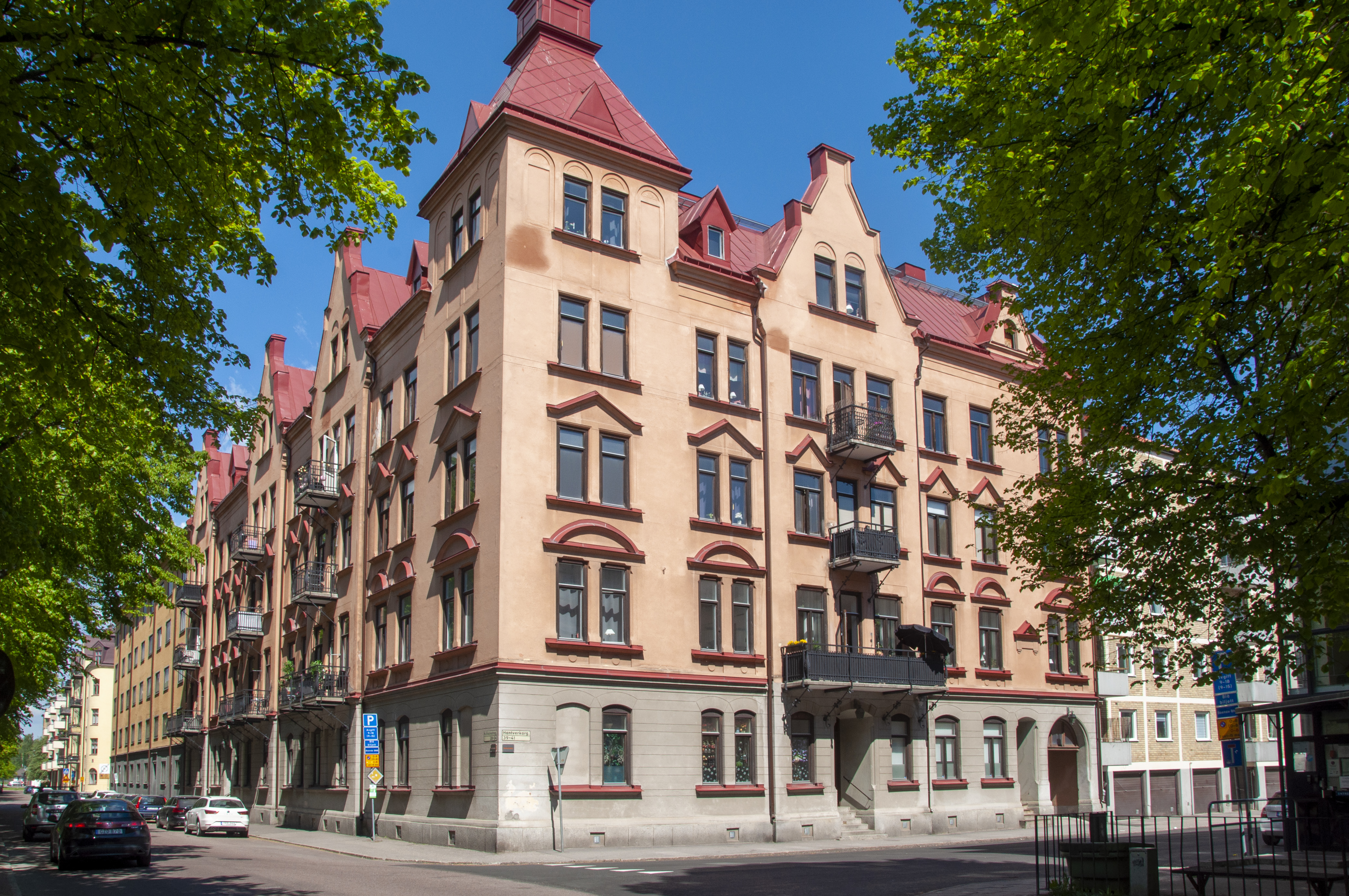
Sjöbergska huset, Gävle
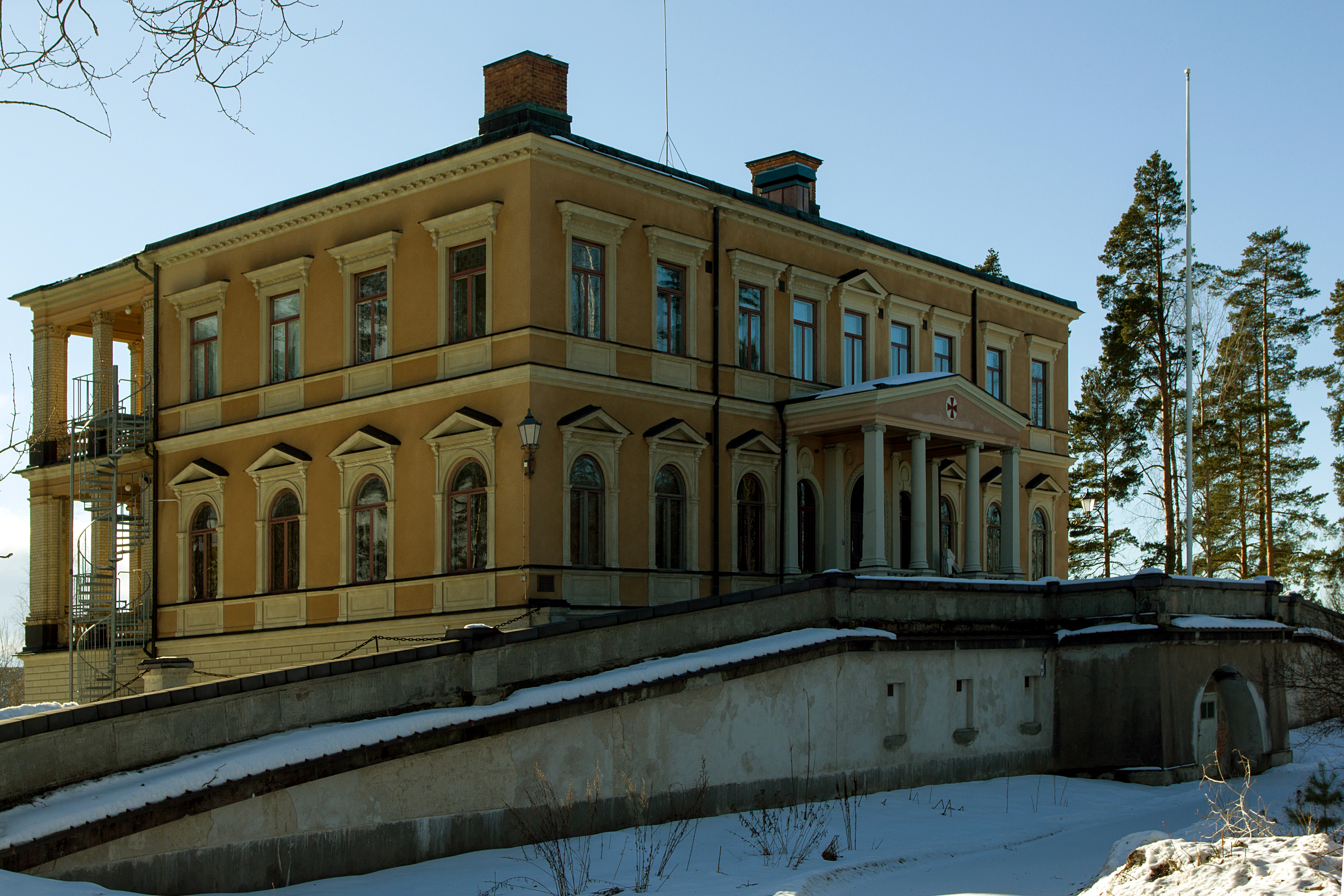
Villa Berglind, Falun
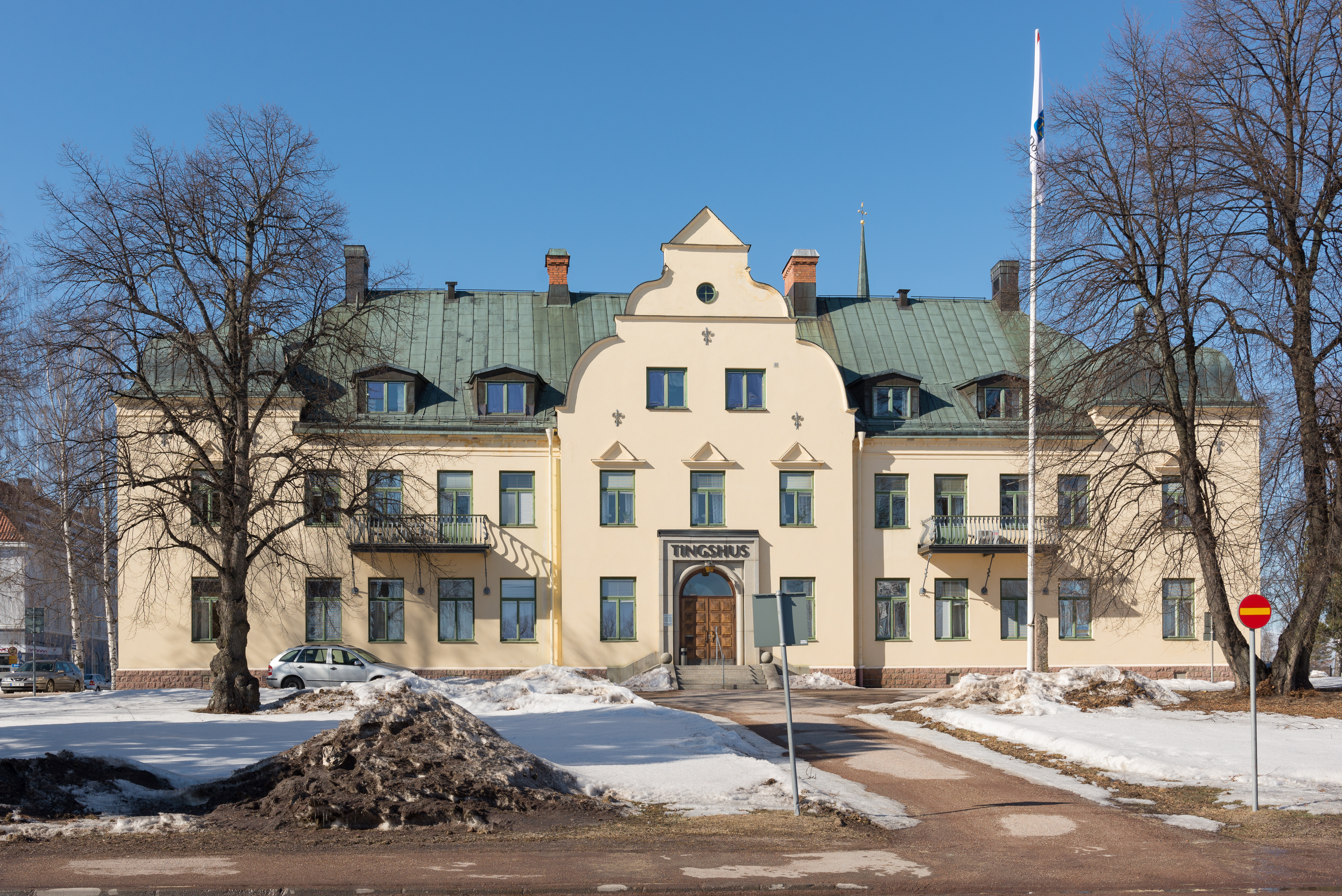
Mora tingshus uppfört 1900–1902 efter ritningar av Nordén (möjligen kompletterade av Ernst Stenhammar)
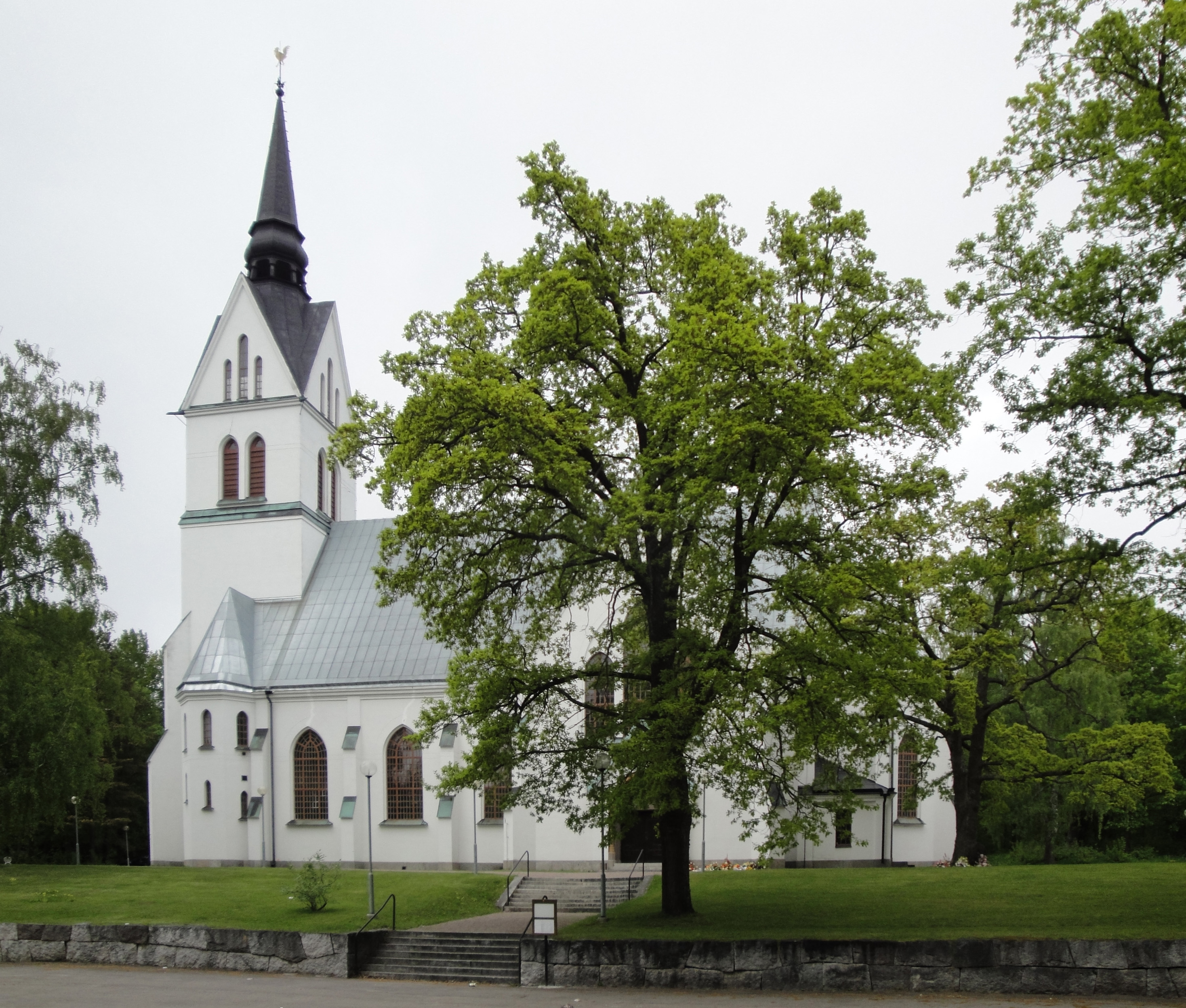
Skutskärs kyrka